# Journalistenpreis des FDGB
Der Journalistenpreis des FDGB war eine nichtstaatliche Auszeichnung des Freien Deutschen Gewerkschaftsbundes der Deutschen Demokratischen Republik (DDR), welcher 1972 gestiftet und am 15. Juni 1973 erstmals in Form einer Medaille verliehen wurde. Die Verleihung des Preises, der im Übrigen mit 5000 Mark dotiert war, erfolgte nur an Journalisten für ihre hervorragende Arbeit.

## Aussehen und Trageweise
Das versilberte Medaille mit einem Durchmesser von 30 mm zeigt auf ihrem Avers mittig den Schriftzug: JOURNALISTENPREIS DES FDGB und dem darüber liegenden Symbol des FDGB. Umschlossen wird die Inschrift und das Symbol von zwei Lorbeerzweigen, die links und rechts des Medaillenrandes zu sehen sind. Das Revers der Medaille zeigt dagegen das Zitat: MEINE / FEDER / INS / WAFFENVERZEICHNIS von Wladimir Majakowski. Getragen wurde die Medaille an der linken oberen Brustseite an einer 24 mm breiten rot bezogenen Spange, in welche vier blaue 3 mm breite senkrechte Mittelstreifen eingewebt sind. Mittig ist die Miniatur des Symbols des FDGB aufgelegt.

## Träger (Auswahl)
- Wolfgang Kohlhaase